# 丹波市議会
丹波市議会（たんばしぎかい）は、兵庫県丹波市の地方議会。
「2021年度 丹波市議会☆ミライプロジェクト」に学生が参加。